# Helianthus divariserratus
Helianthus divariserratus là một loài thực vật có hoa trong họ Cúc. Loài này được R.W.Long mô tả khoa học đầu tiên năm 1954.